# Biserica evanghelică din Hoghilag

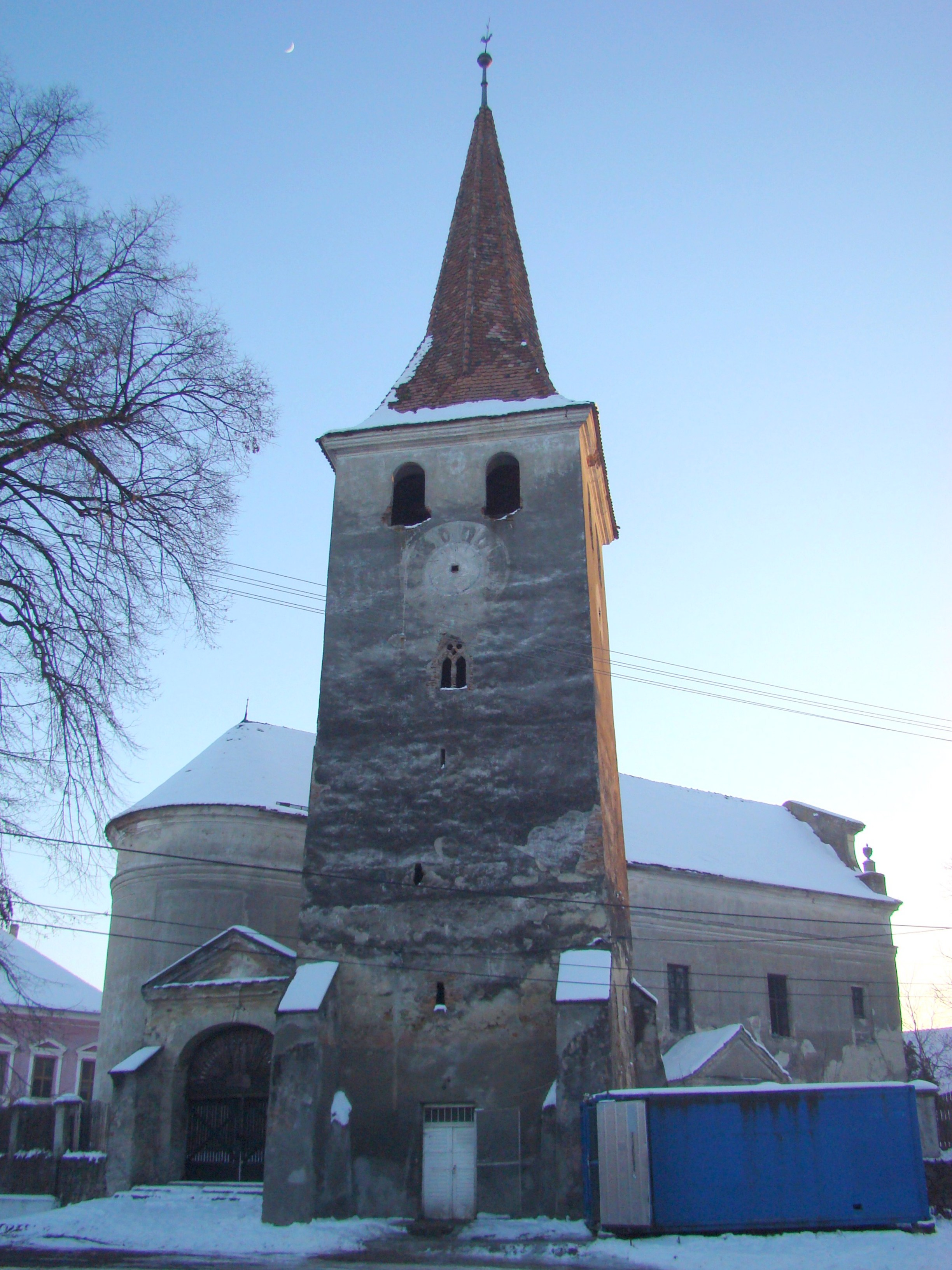
Ansamblul bisericii evanghelice din Hoghilag, județul Sibiu, foto: februarie 2014.

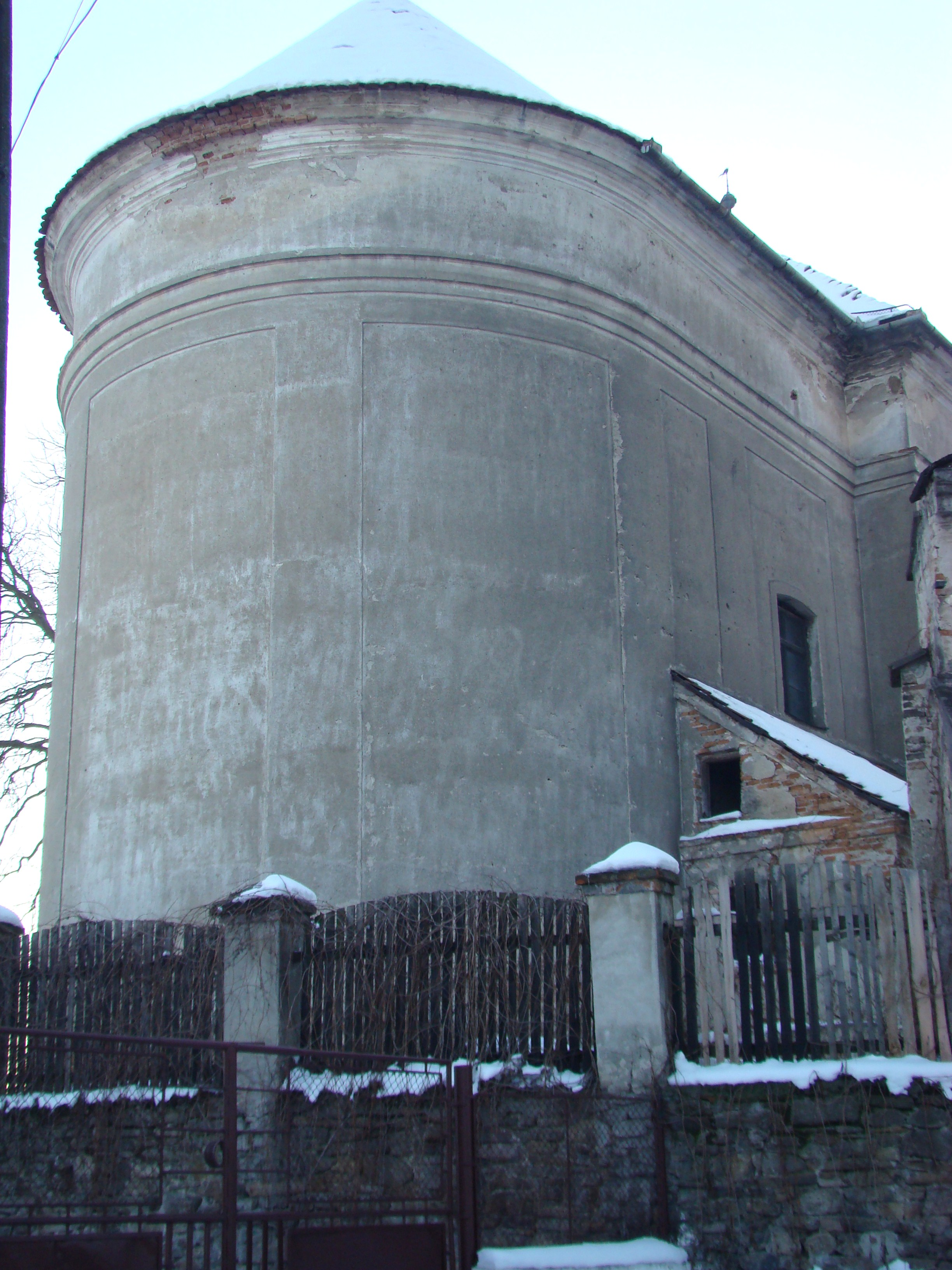
Absida semicirculară

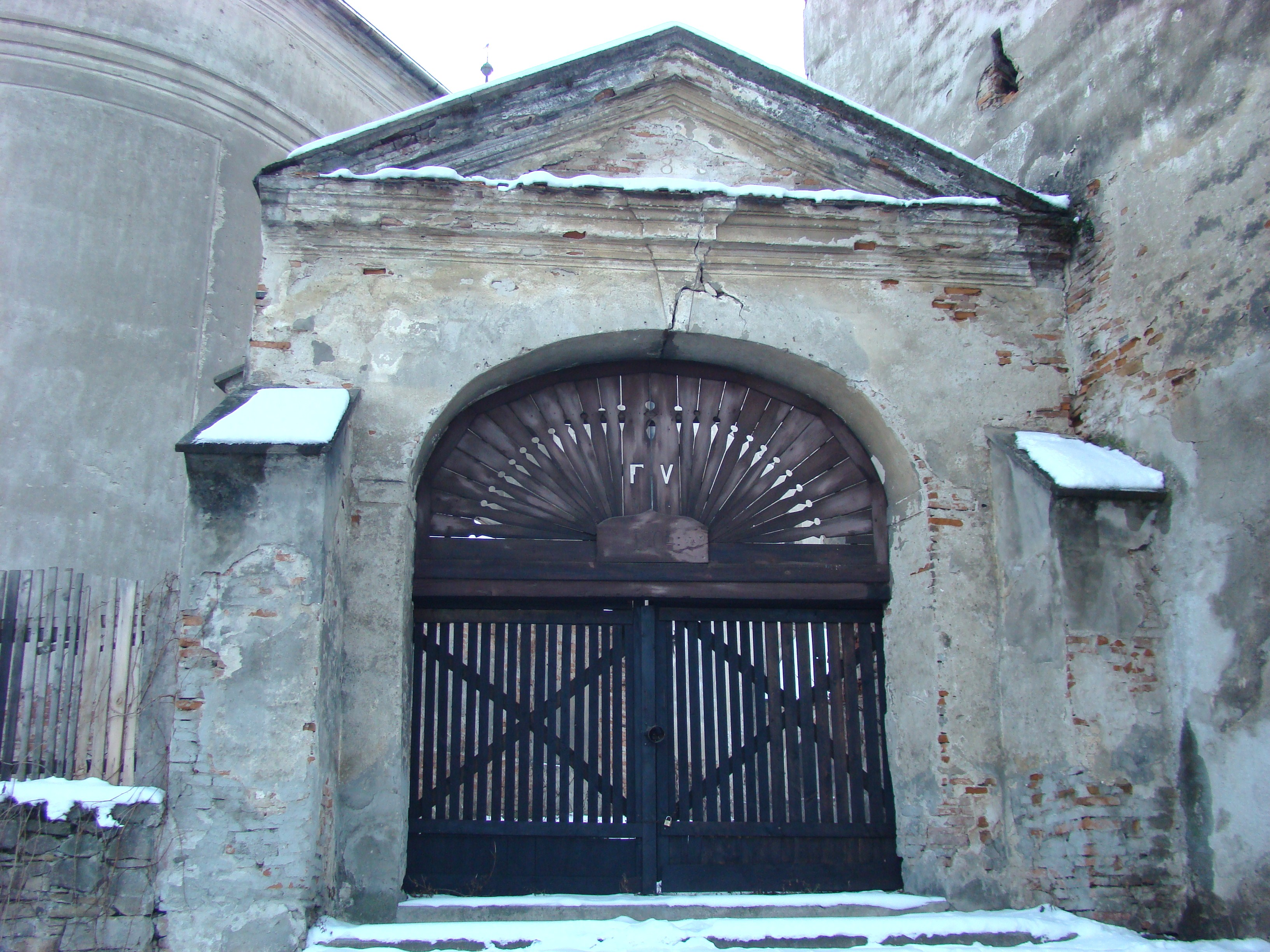
Poarta de acces cu pinion clasicist

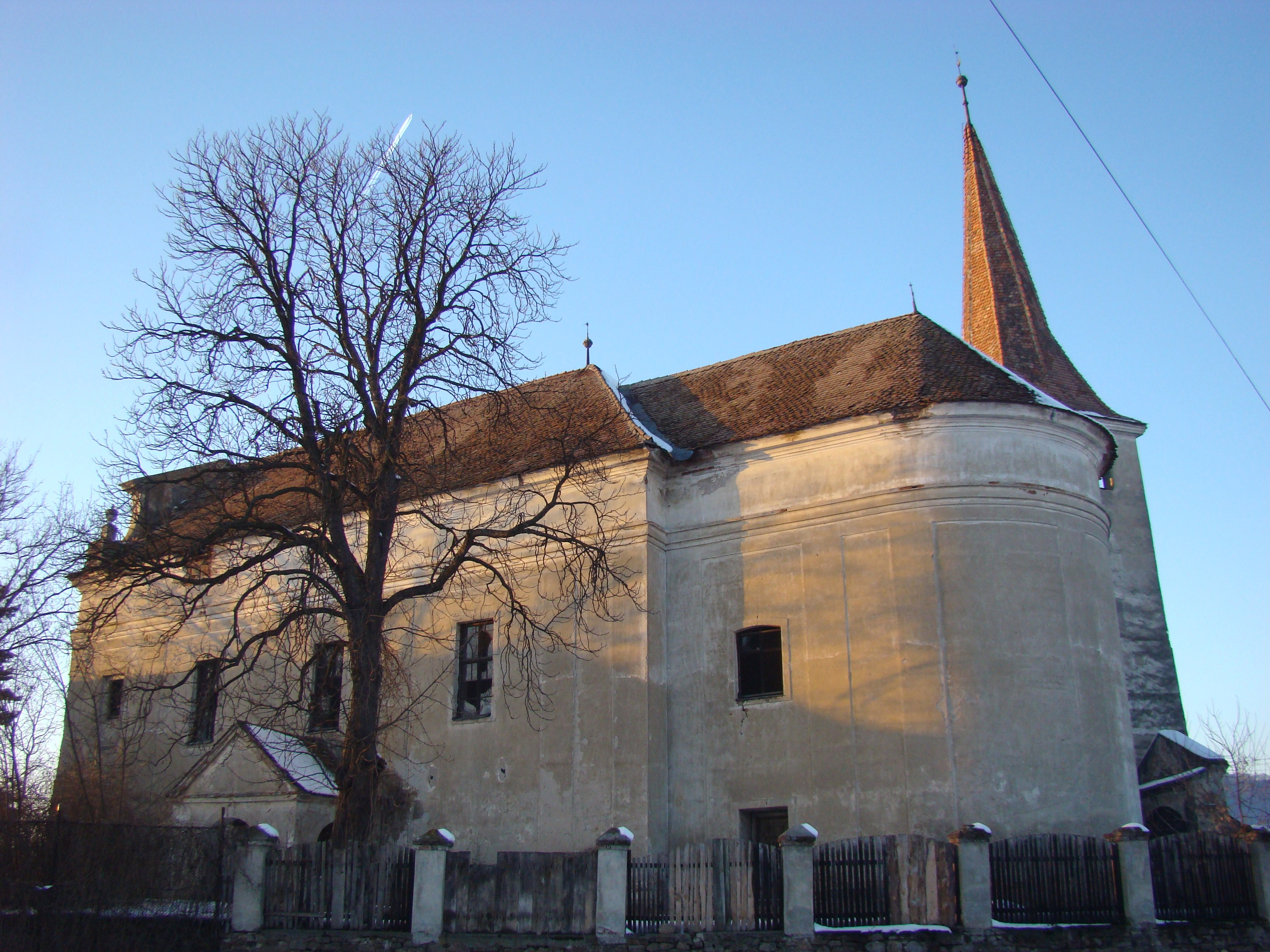
Ansamblul bisericii evanghelice din Hoghilag, județul Sibiu, foto: februarie 2014.

Biserica evanghelică din Hoghilag este un ansamblu de monumente istorice aflat pe teritoriul satului Hoghilag, comuna Hoghilag.
Ansamblul este format din următoarele monumente:
- Biserica evanghelică (cod LMI SB-II-m-B-12399.01)
- Turn-clopotniță  (cod LMI SB-II-m-B-12399.02)[2]

## Localitatea
Hoghilag (în dialectul săsesc Halwelajen, Halvelâjn, în germană Halvelagen, Halwelagen, Halwelegen, Halwelägen, Helvlegen, Halwlagen, în maghiară Holdvilág, Nagyholdvilág) este satul de reședință al comunei cu același nume din județul Sibiu, Transilvania, România. Prima mențiune documentară a localității datează din anul 1317. Localitatea obținea, la mijlocul secolului al XIV-lea, statutul de sat liber pe Pământul Crăiesc în Scaunul Sighișoara.

## Biserica
În 1446 este menționată o biserică cu hramul Sfânta Maria. În 1828 este construită o biserică nouă, având tavan drept și un cor cu absidă semicirculară, acoperită cu o boltă avela. După 10 ani biserica este dotată cu mobilier: altar, amvon, cristelniță și orgă. Din vechea cetate bisericească, așa cum era înfățișată într-un desen de Martin Schlichting, s-a păstrat doar turnul clopotniță.

## Galerie de imagini

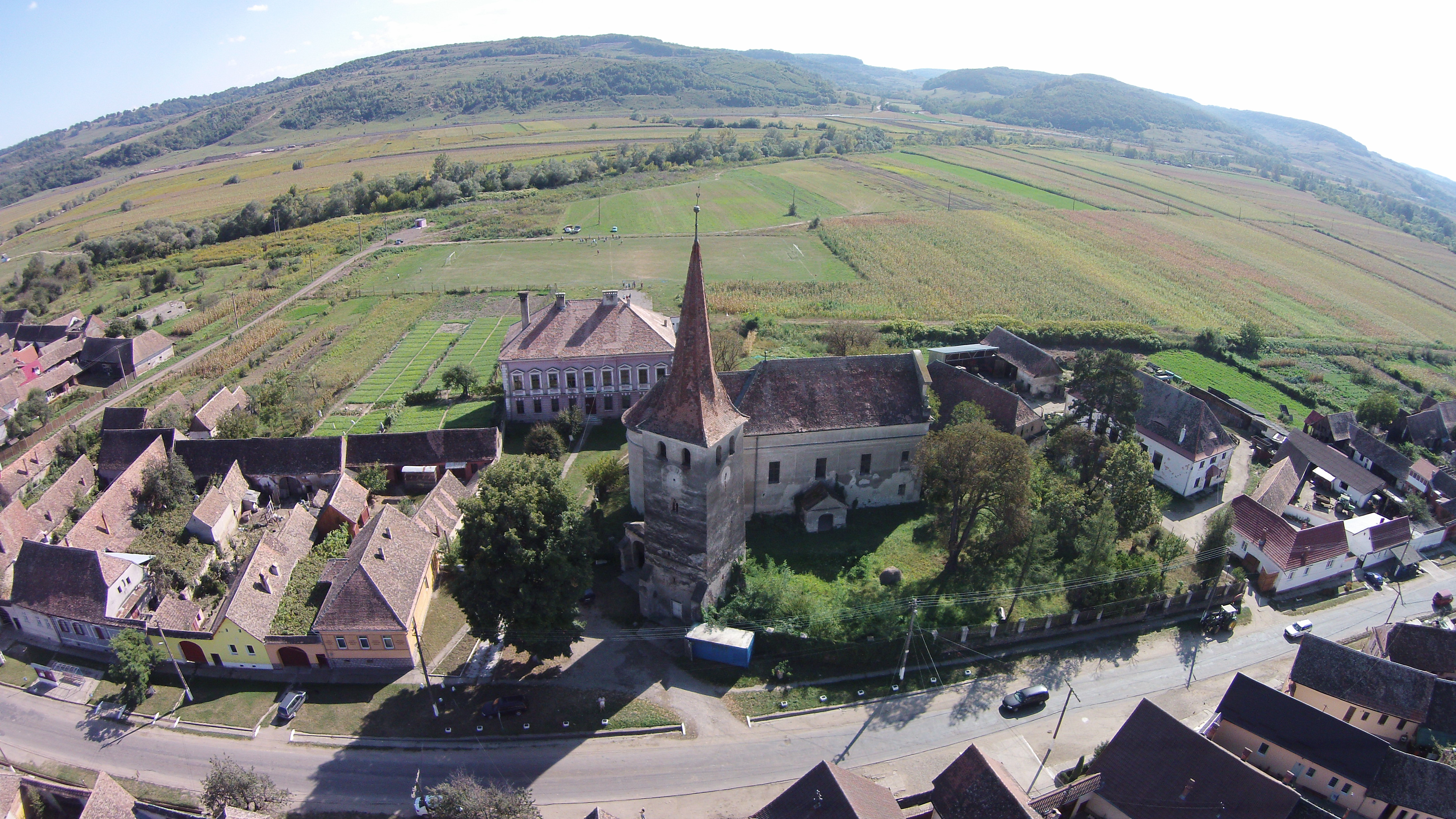
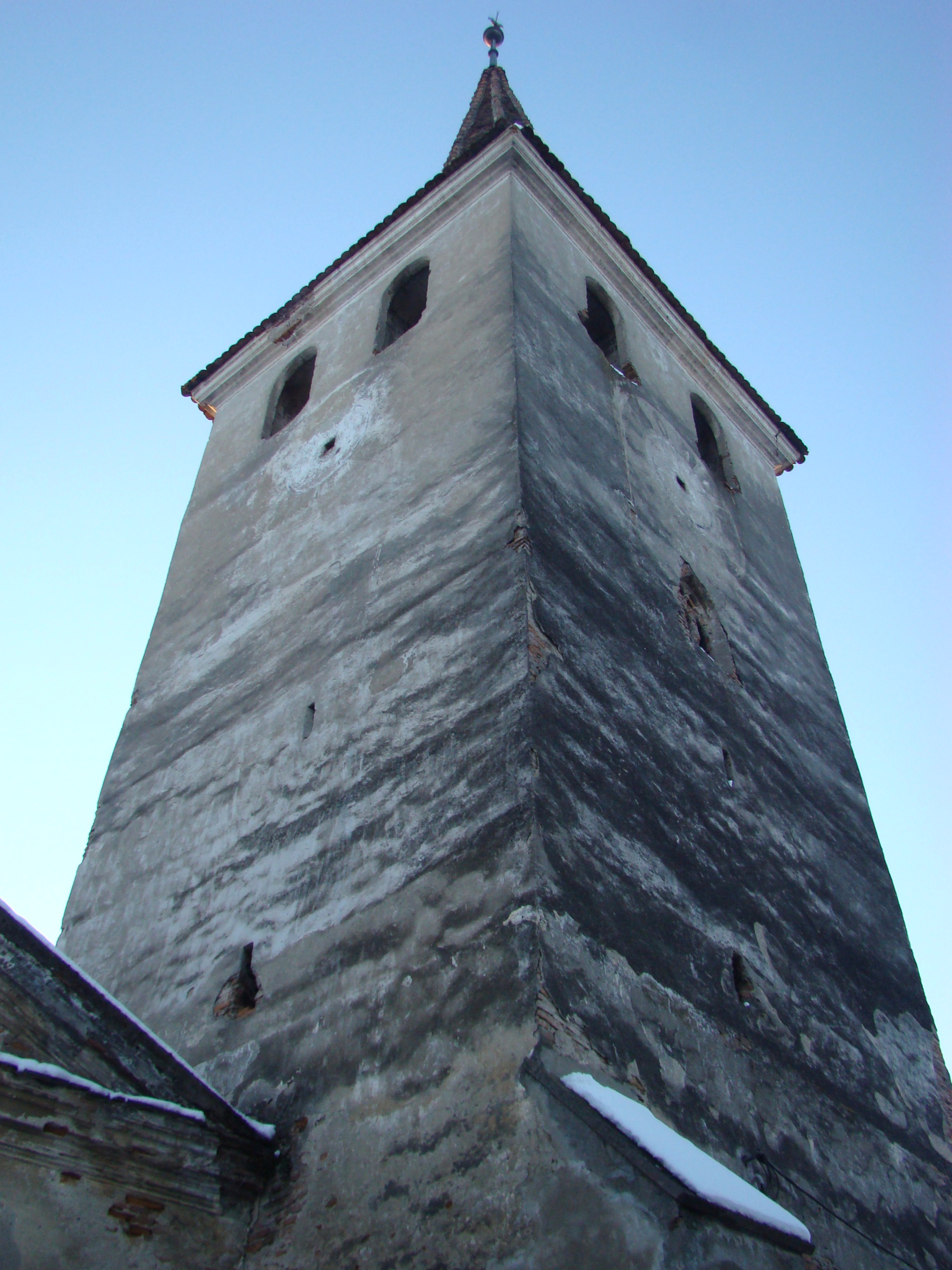
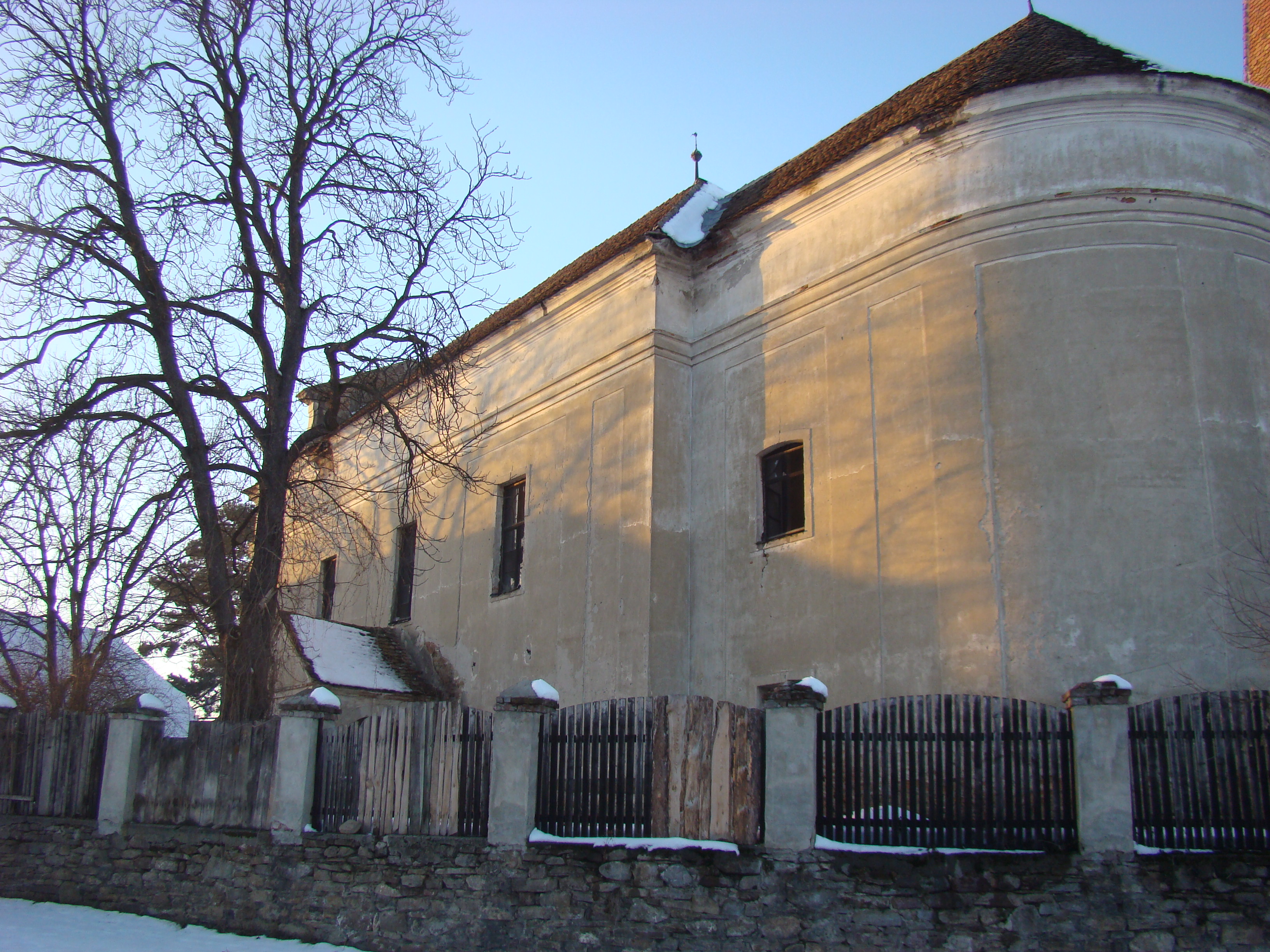
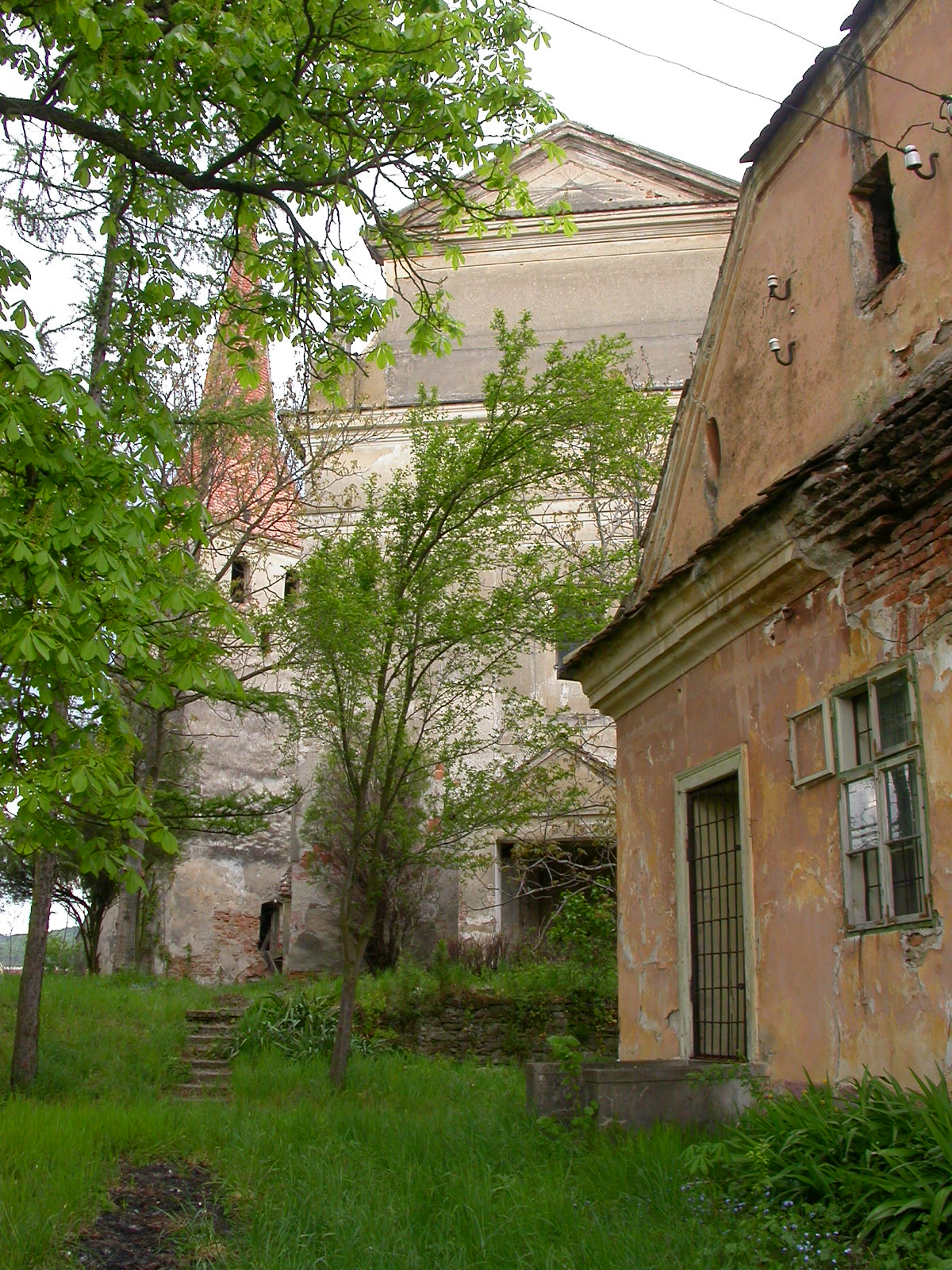
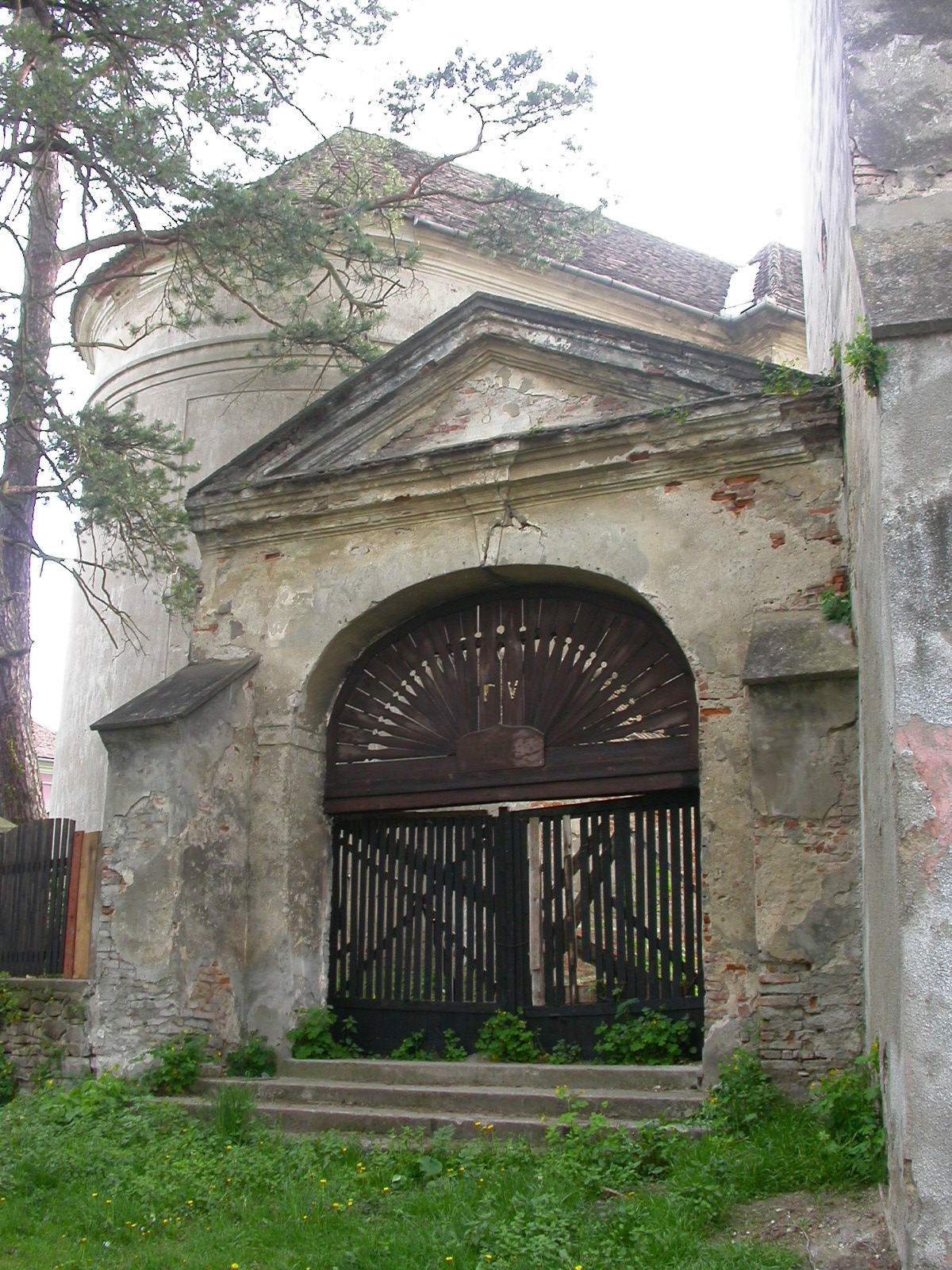
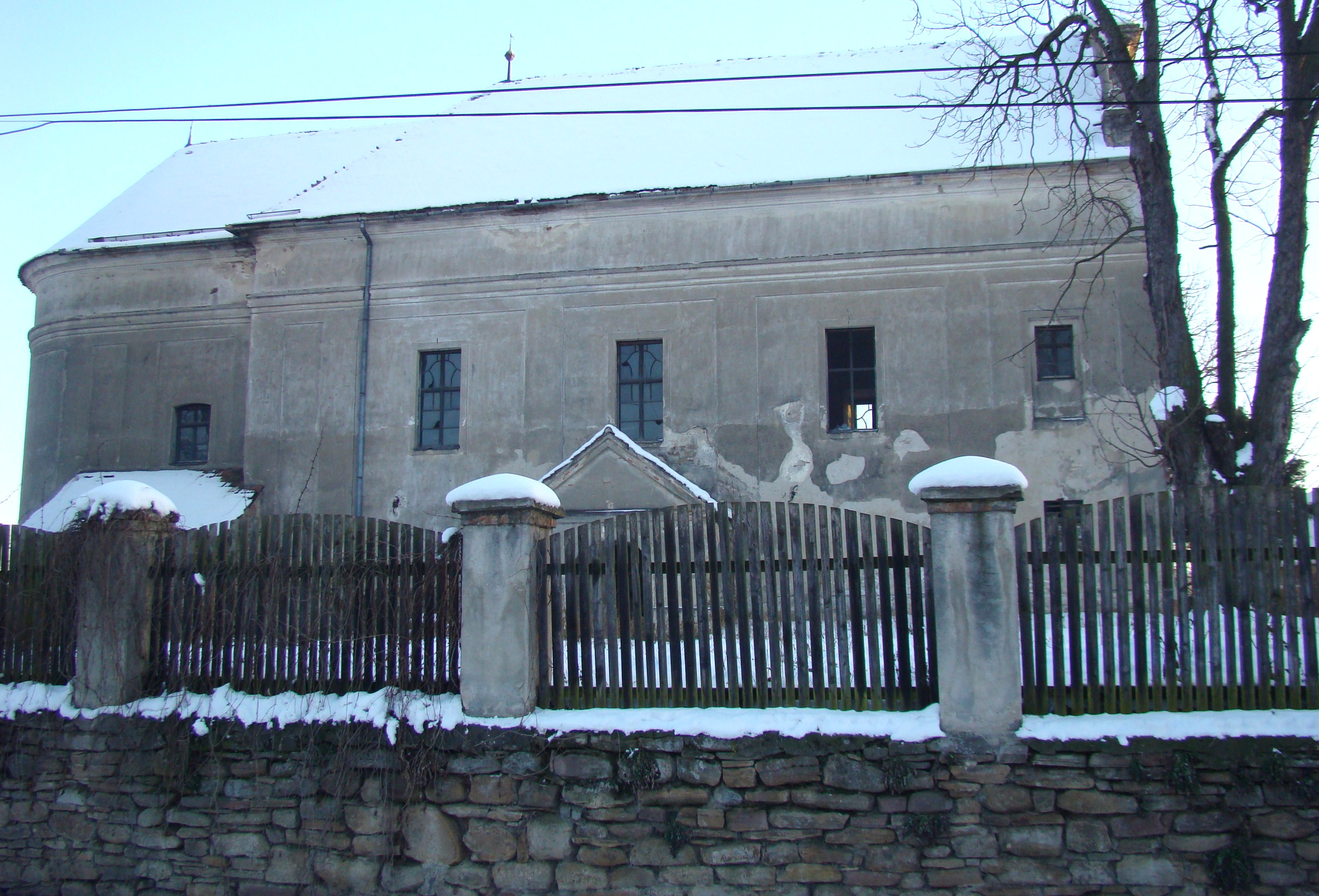
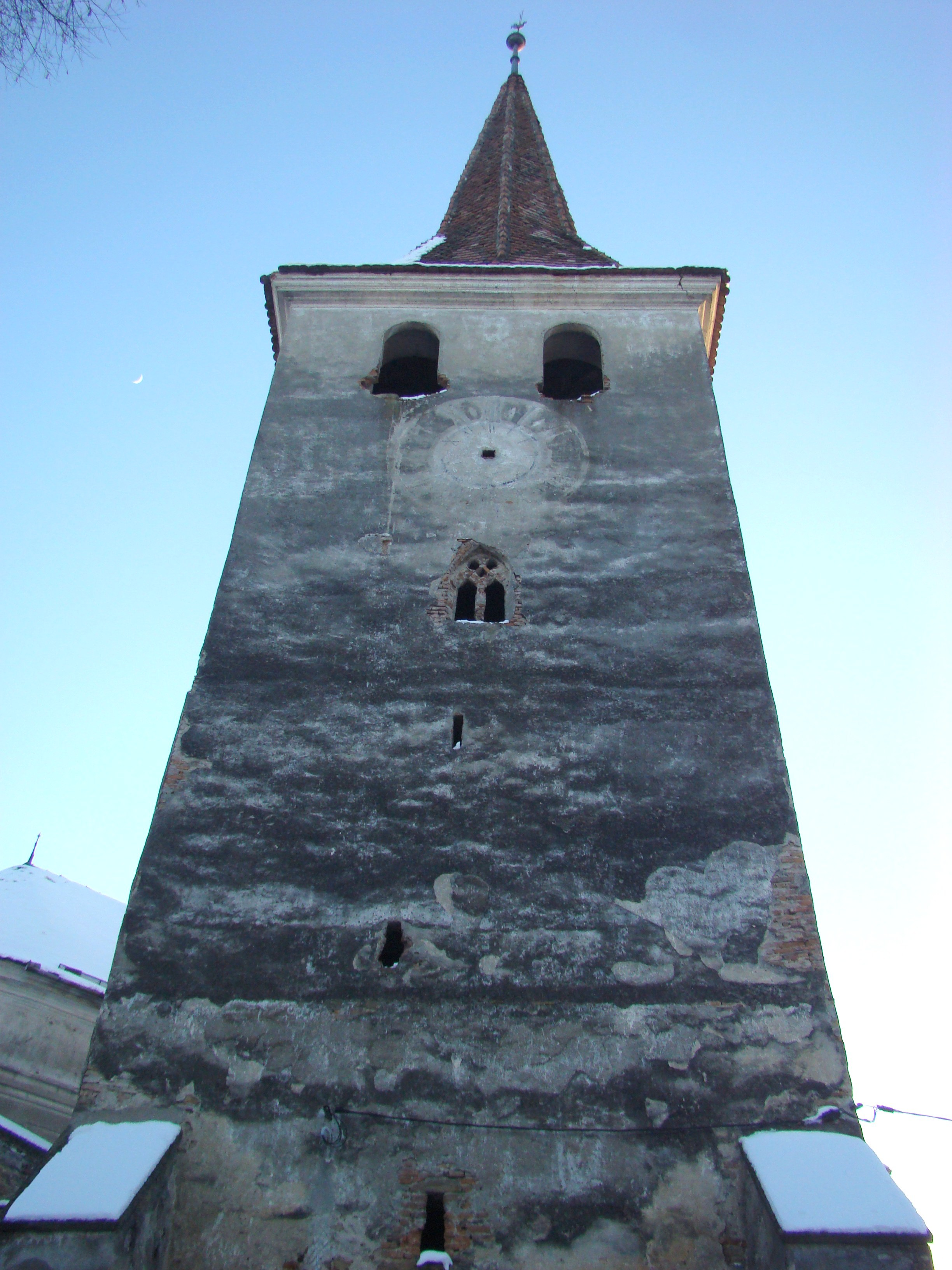
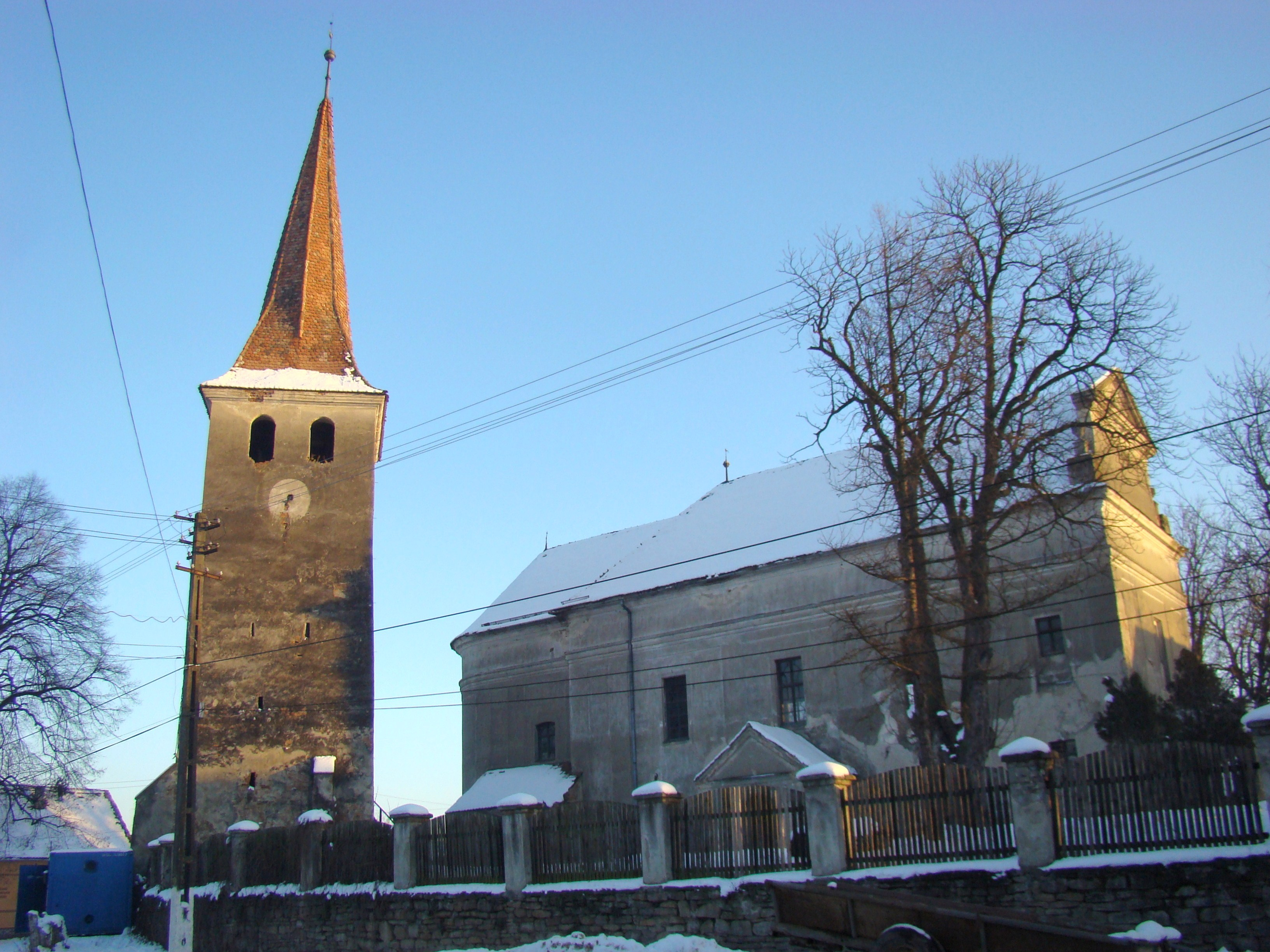

## Vezi și
- Hoghilag, Sibiu